# Bila Krynytsya
Bila Krynytsya (en ukrainien : Біла Криниця, en roumain : Fântâna Albă, en russe : Белая Криница) est un village dans la région (oblast) de Tchernivtsi en Ukraine occidentale, dans la région historique de Bucovine. La frontière roumano-ukrainienne tracée en 1940 passe à quelques centaines de mètres au sud du village. Le Massacre de Fântâna Albă s'y déroula début avril 1941.

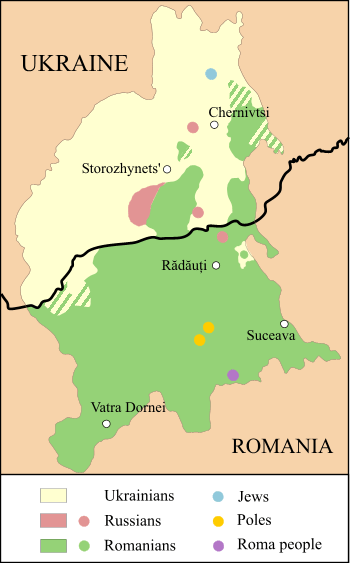
Position de Bila Krynytsya en Bucovine

La population estimée à 169 personnes (2006) est presque entièrement composée de Lipovènes, orthodoxes vieux-croyants.
Au moment de l'occupation soviétique de la Bucovine du nord en 1940, le village est passé du nom roumain aux noms russe et ukrainien, et le siège de l'Église orthodoxe vieille-ritualiste lipovène qui s'y trouvait, a été transféré à Brăila en Roumanie, mais le primat de cette église porte toujours le titre de « Métropolite de Fântâna Albă et de tous les Chrétiens vieux-orthodoxes ».